# Attentato alla metropolitana di Tokyo
L'attentato alla metropolitana di Tokyo fu un attacco terroristico avvenuto il 20 marzo 1995 con l'impiego del gas nervino sarin, che provocò 13 morti e oltre 6200 intossicati. È considerato il più grave attacco verificatosi in Giappone dalla fine della seconda guerra mondiale. Venne commesso dalla setta religiosa dell'Aum Shinrikyō su mandato del fondatore Shōkō Asahara. Per coincidenza, nello stesso periodo avvennero attentati in diverse metropolitane del mondo: oltre a Tokyo fu infatti colpita Parigi, mentre Baku — oggetto di attentati nel marzo 1994 — era teatro di un incendio presumibilmente innescato da esplosivi.

## Storia
Durante la mattinata del 20 marzo 1995, tra le 7:00 e le 8:10 (ora locale del Giappone), cinque membri della setta Aum Shinrikyō si introdussero nella metropolitana di Tokyo come normali passeggeri, mischiandosi tra i pendolari che affollavano la rete in tale orario, portando il gas nervino in forma liquida contenuto in sacchetti di plastica avvolti da giornali; giunti in alcune stazioni prestabilite, lasciarono i sacchetti sul pavimento dei vagoni e delle stazioni e li forarono con la punta di alcuni ombrelli che avevano con loro. Mentre i cinque attentatori lasciavano la metropolitana, venendo attesi da alcuni complici con i quali si sarebbero allontanati in automobile, il liquido velenoso fuoriusciva dai sacchetti, evaporava e causava episodi di intossicazione tra i passeggeri.
Le linee colpite furono quelle più frequentate della rete metropolitana della capitale giapponese: la Linea Chiyoda, la Linea Marunouchi e la Linea Hibiya. L'attacco sul treno della linea Hibiya in partenza dalla Stazione di Naka-Meguro fu il più grave, provocando la morte di otto persone e il ferimento grave di altre 275.
Nella stazione di Kasumigaseki (Linea Chiyoda) l'impatto dell'attentato fu minore grazie al sacrificio di un dipendente della metropolitana, Tsuneo Hishinuma, il quale trovò uno dei sacchetti con la sostanza tossica nel vagone di un treno appena sopraggiunto, lo prelevò, cercò di assorbire con carta di giornale il liquido che ne fuoriusciva e insieme al vice capostazione, Kazumasa Takahashi, lo spostò nell'ufficio di quest'ultimo, dove i due segnalarono il ritrovamento alle autorità, per poi morire a causa dell'inalazione del gas.
Intorno alle 8:20, la polizia ricevette le prime segnalazioni riguardo a qualcosa di anomalo accaduto all'interno della metropolitana. Dopo i primi accertamenti, intorno alle 8:35, il servizio della metropolitana fu interrotto e fu ordinata l'evacuazione su tutte le linee. Sui convogli colpiti, la gente accusò numerosi sintomi: in molti ebbero gli occhi e il naso irritati, altri persero la vista per poche ore, altri ancora manifestarono svenimenti e malori. Non appena i treni furono bloccati, i passeggeri intossicati ricevettero le prime cure direttamente nelle fermate, in cui, dopo l'allarme delle autorità, erano arrivati i primi infermieri ed alcuni volontari della protezione civile. Ad aiutare le persone colpite si offrirono volontariamente anche molti passeggeri rimasti incolumi, nonché diversi assistenti e dipendenti della metropolitana.
Tutte le strutture sanitarie della città furono coinvolte nella gestione dell'attacco. Per trasportare le vittime furono impiegate ben trecento ambulanze, insieme a mezzi dei vigili del fuoco, della polizia e della stessa protezione civile. In molti ospedali, inizialmente, si credette che l'attentato fosse derivato da un'esplosione, quindi i medici formularono diagnosi errate e diversi feriti furono dimessi senza ricevere le giuste cure; inoltre la maggior parte degli operatori sanitari di Tokyo non conosceva i trattamenti specifici per la cura dell'intossicazione da sarin e i centri sanitari non possedevano antidoti contro tale sostanza nelle loro scorte, nonostante l'anno precedente ci fosse stato, nella città di Matsumoto, un altro attentato con le stesse modalità ad opera dello stesso gruppo religioso, che costò la vita a sette persone.
Il primo a comprendere la reale causa dei sintomi fu, intorno alle 10:00, il professore universitario Nobuo Yanagisawa, che inviò le spiegazioni dei trattamenti necessari via fax a tutte le strutture sanitarie di Tokyo. Il Ministero della Sanità ordinò la raccolta urgente di antidoti al sarin in tutto il Paese, riuscendo a raccoglierne una quantità appena sufficiente per fronteggiare l'emergenza. Fortunatamente, già nella prima metà del pomeriggio la netta maggioranza delle persone si era completamente ristabilita. Degli oltre seimila feriti, solo cinquanta furono trattenuti per più giorni in ospedale; quelli che ebbero conseguenze permanenti dall'attentato (soprattutto perdita della vista) furono circa venti.

## Le indagini
Le indagini della polizia si concentrarono inizialmente sui gruppi di estrema destra che avevano minacciato ritorsioni contro il governo nipponico dopo che quest'ultimo si era ufficialmente scusato con gli Stati Uniti per l'attacco di Pearl Harbor.
Successivamente, in seguito alla segnalazione di una studentessa che dichiarò di aver visto un uomo con uno strano sacchetto avvolto in un giornale, le indagini si concentrarono sull'Aum Shinrikyo e sul suo leader Shōkō Asahara. Il gruppo era monitorato da tempo per un suo sospetto coinvolgimento nell'omicidio di un'intera famiglia e la ragazza aveva riconosciuto in quell'uomo uno dei membri dell'associazione. Emerse anche che diversi soggetti vicini all'Aum Shinrikyo avevano già compiuto a Matsumoto nel 1994 un attacco con gas nervino (impiegando in questo caso un camion-frigo) destinato alla casa di un giudice che indagava sulle loro attività. Nell'attacco erano rimaste uccise 8 persone.
Dopo l'attentato, per due mesi Asahara riuscì a sfuggire all’arresto, ma venne infine trovato in un rifugio nella sede della setta vicino al Monte Fuji. Il successivo processo, definito dalla stampa giapponese il "processo della seconda metà del secolo", vide alla sbarra venti persone di cui dieci imputate quali esecutori della strage. Fra le cause probabili che portarono all'ideazione dell'attentato, stabilirono in seguito le indagini, ci fu anche la mancata elezione del leader della setta e di una ventina di altri membri che nel 1990 si erano candidati alle elezioni per la Camera alta del parlamento giapponese. In tal senso l'attentato assume una valenza di vendetta.

## Il processo
Shoko Asahara fu arrestato nel maggio 1995 e inizialmente negò di essere stato l'ideatore dell'attacco. Il 27 febbraio 2004 si concluse il processo degli imputati: Asahara e quattro dei cinque esecutori dell'attentato furono condannati a morte tramite impiccagione. Pene minori furono applicate ad altre dieci persone. Durante questo processo Asahara ha affermato di meritare la condanna per aver pianificato l'organizzazione dell'attentato, ammettendo quindi di aver partecipato alla sua organizzazione. La condanna a morte per Asahara è stata definitivamente confermata nel 2006.
La pena di morte tramite impiccagione per i cinque colpevoli è stata eseguita il 6 luglio 2018. Le udienze per membri dell'Aum Shinrikyō sono proseguite per oltre vent'anni nei tribunali giapponesi e hanno portato finora a oltre 200 incriminazioni e 12 condanne a morte. Oltre al leader, sono stati giustiziati cinque membri della setta, mentre altri sette sono in attesa dell'esecuzione.
Sono state espresse diverse motivazioni sull'attentato: secondo la tesi sostenuta al processo dalla pubblica accusa, l'attentato faceva parte di un piano escogitato da Asahara per prendere il potere in Giappone ed instaurare un regime dittatoriale. L'agguato doveva essere il primo di una lunga serie di attentati, per gettare il Paese nel panico e favorire un colpo di Stato. Nel corso del processo, sono emersi inoltre pericolosi legami fra la setta e reparti deviati dell'esercito e della polizia giapponesi.

## La gestione dell'emergenza
Fin dal grande terremoto del Kantō del 1923, il Giappone è sempre stato all'avanguardia nella realizzazione di grandi piani di sicurezza relativi a catastrofi naturali; il sistema giapponese risultava invece impreparato nel fronteggiare le emergenze dovute ad attentati terroristici, e gli eventi a seguito dell'attacco alla metropolitana di Tokyo ne furono la prova. Il caos che regnava negli ospedali e le cure somministrate a molti feriti, trattati in ritardo e fatti sdraiare sul pavimento nelle stazioni, suscitarono subito molte polemiche. Successivamente, in un'audizione al Parlamento, il Ministro degli Interni ammise le carenze e promise il varo di diversi Piani per fronteggiare future emergenze.

## Eventi successivi
La setta Aum Shinrikyō venne sciolta e messa al bando, ma intorno al 2000 è sostanzialmente tornata a esistere con il nuovo nome Aleph. I membri della nuova setta, tuttavia, dichiarano di condannare le azioni e le idee di Asahara ed hanno anche concordato il pagamento di alcuni risarcimenti alle famiglie delle persone morte negli attacchi.